# Låtar inifrån
Låtar inifrån är ett musikalbum av Pers Hans Olsson, utgivet 1998 av skivbolaget Giga Folkmusik.

## Låtlista
1. "Gånglåt i A-dur av Börjes Olle" – 2:29
2. "Polska efter Börjes Olle" – 2:07
3. "Polska efter Monis Olle"– 2:14
4. "Vallåtspolska av Pers Erik"– 3:00
5. "Som förr av Pers Erik"– 3:04
6. "Vackra polskan av Pers Erik"– 2:16
7. "Ombyggnaden av Pers Erik"– 2:11
8. "Gånglåt efter Pers Olle"– 1:59
9. "Hinders Jerks polska efter Pers Olle"– 1:58
10. "Polska efter Pers Olle"– 2:40
11. "Vallåtspolska efter Jones Olle"– 2:13
12. "Gånglåt efter Jones Olle"– 2:27
13. "Polska efter Jones Olle"– 2:16
14. "Dal Jerks gånglåt av Perols Gudmund"– 3:33
15. "Skogsstigen, gånglåt av Perols Gudmund"– 3:27
16. "Polska efter Perols Gudmund"– 1.58
17. "Polska efter Höök Olle"– 4:05
18. "Marsch efter Blank Kalle"– 2:27
19. "Polska av Blank Kalle"– 2:12
20. "Träskomarschen efter Blank Kalle"– 3:15
21. "Polska efter Blank Kalle"– 1:52
22. "Polska i dur och dur efter Blank Kalle"– 1:53
23. "Stens vals efter Blank Kalle"– 2:36
24. "Lärkdrillen, polska av Blank Kalle"– 3:04
25. "Polska i C-dur efter Börjes Olle"– 2:06
26. "Gånglåt efter Börjes Olle"– 2:38
27. "Polska efter Börjes Olle, "Je skull väl ut å fria"– 2:07
28. "Vispolska efter Börjes Olle, "Jag ser uppå dina ögon"– 2:59
29. "Vallåt efter Börjes Olle"– 1:12

Total tid: 67:38

## Medverkande
- Pers Hans Olsson — fiol